# Malla Grandinson
Anna Maria Magdalena (Malla) Grandinson, född Lindblad 4 juli 1835 i Klara församling i Stockholm,  död 6 januari 1917, var en svensk författare och pianopedagog.

## Biografi
Grandinson var dotter till tonsättaren Adolf Fredrik Lindblad, syster till pianisten Lotten von Feilitzen och mor till regissören Emil Grandinson.
Malla Grandinson redigerade och utgav 1908–1911 Malla Montgomery-Silfverstolpes memoarer i fyra volymer, samt år 1913 Bref till Adolf Fredrik Lindblad. År 1915 publicerade hon i tidskriften Ord och Bild en samling brev mellan Fredrika Bremer och Frances von Koch, och i samma tidskrift år 1918 en presentation av den engelska författaren Harriet Grote.